# Метричні масштаби турбулентності
Метричні масштаби турбулентності — розмір вихорів турбулентності, розрізняють інтегральний, колмогорівський та Тейлорівський метричні масштаби турбулентності.

## Інтегральний масштаб відстані
Найбільші масштаби в енергетичному спектрі. Ці вихори отримують енергію від середнього потоку, а також один від одного. Отже, це енергетичні вихори, які містять більшу частину енергії. Вони мають великі коливання швидкості потоку і мають низьку частоту. Інтегральні масштаби довжини високо анізотропні і визначаються в термінах нормованих двоточкових кореляцій швидкості потоку. Максимальна довжина цих шкал обмежується характеристичною довжиною апарату. Наприклад, найбільший інтегральний масштаб довжини трубного потоку дорівнює діаметру труби (максимальний масштаб турбулентності). У випадку атмосферної турбулентності ця довжина може досягати порядку декількох сотень кілометрів. Інтегральні масштаби довжини можуть бути визначені як:
{\displaystyle L=\left({\frac {1}{<u'u'>}}\right)\int \limits _{0}^{\infty }<u'u'(r)>dr}
де r — відстань між двома точками вимірювання, а u '- коливання швидкості в тому ж напрямку.

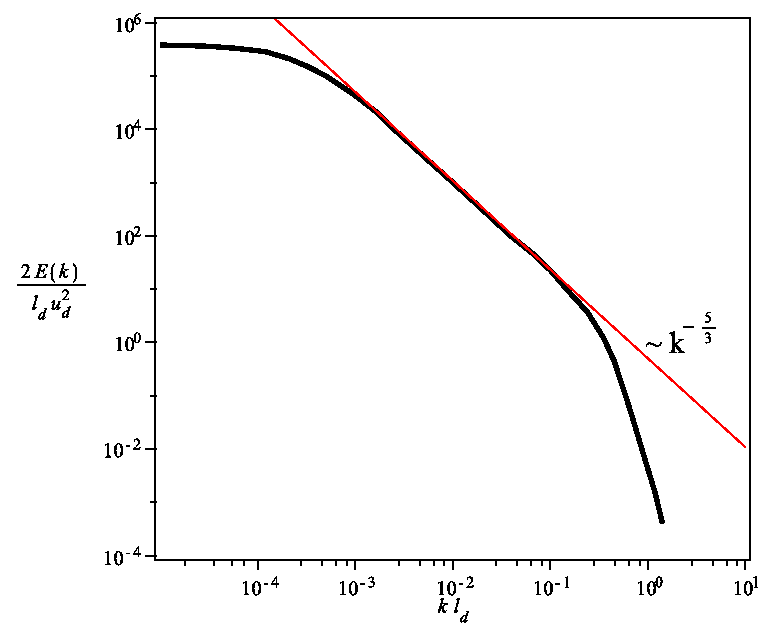
Spectre de la turbulence

При розвинених внутрішніх течіях в трубах величина турбулентностей L обмежена зверху геометричними розмірами каналу. Наближено можна використовувати наступне співвідношення для визначення величини L залежно від характерного розміру тракту (Lт): l = C⋅Lт
де C — поправочний коефіцієнт, що дорівнює 0.07 при розвиненому турбулентному плині в трубі з круглим перетином діаметра Lт. У разі, якщо канал має форму перетину, відмінну від кола, як значення L слід використовувати гідравлічний діаметр. якщо турбулентність потоку в каналі «успадковує» свою характерну довжину від деякої перешкоди (наприклад, перфорованої перегородки), то в цьому випадку при обчисленні L краще використовувати деякий характерний розмір перешкоди, ніж каналу.
При моделюванні пристінкових течій з формуванням прикордонного шару на вході, як Lт слід використовувати товщину прикордонного шару і значення множника C, рівне 0.4.
Інтегральний масштаб входить до широко використовуваної формули з визначення числа Рейнольдса: Позначається Re, іноді R.
{\displaystyle Re={\frac {\rho ul}{\eta }}={\frac {ul}{\nu }}},
де: {\displaystyle \eta =\nu \rho },
Використані позначення фізичних величин:
{\displaystyle \rho } — густина рідини або газу.
{\displaystyle u} — характеристична швидкість — середньоквадратичне значення пульсації швидкості,
{\displaystyle l} — характеристична довжина або розмір — інтегральний масштаб турбулентності,
{\displaystyle \eta } — динамічна в'язкість,
{\displaystyle \nu } — кінематична в'язкість

## Колмогорівський масштаб
Колмогорівський масштаб — найменші масштаби в спектрі, які утворюють в'язкий діапазон підшарів. У цьому діапазоні дисипація енергії мікротурбулентних потоків залежить від в'язкості середовища. Малі масштаби турбулентності мають високу частоту, що обумовлює локальну турбулентність, ізотропність та однорідність.

## Тейлорівський масштаб
Тейлорівський масштаб — проміжні масштаби між найбільшими й найменшими масштабами, які відповідають інерційному підрівню. Масштаби (мікромасштаби) Тейлора не є дисипативною шкалою, у вихорах цього рівня енергія передається від найбільшого до найменшого вихору без розсіювання. Деякі автори не розглядають масштаби Тейлора як характеристичну шкалу довжини вихорів і вважають, що їх каскад енергії містить лише найбільші та найменші масштаби.

## Інтернет-ресурси
- eFluids, містить кілька галерей руху рідини
- National Committee for Fluid Mechanics Films (NCFMF), містить відео на кілька тем із гідродинаміки (у форматі RealMedia)